# Dragan Vasiljković
Dragan Vasiljković (bolje znan po nom de guerre Kapetan Dragan), srbski častnik in vojni poveljnik, * 12. december 1954, Beograd.
Vasiljković je med hrvaško osamosvojitveno vojno ustanovil in vodil Knindže, specialno paravojaško skupino, ki je delovala pod okriljem Notranjega ministrstva Republike Srbske krajine. Kot poveljnik te enote je bil med letoma 1991 in 1995 vpleten v več vojnih zločinov na področju Knina.
Po vojni je zbežal v Avstralijo, kjer je bil učitelj golfa. Leta 2003 je nastopil kot priča na sojenju Slobodanu Miloševiću.
20. januarja 2006 so ga avstralske oblasti aretirale na zahtevo Hrvaške in 21. marca istega leta je Avstralija privolila k njegovi izročitvi Hrvaški. Hrvaški so ga izročili 8. julija 2015, potem ko je izgubil trinajsto pritožbo in ga 26. septembra 2017 obsodili na 15 let zapora na Okrajnem sodišču v mestu Split.  Marca 2020 je bil izpuščen iz zapora.

## Življenje pred letom 1990
Dragan Vasiljković se je rodil 12. decembra 1954 v srbski pravoslavni družini v Beogradu.  Njegov oče Živorad je umrl v prometni nesreči, ko je bil Dragan še mlad. Njegova mama se je pri treh letih z dvema otrokoma iz prejšnjega zakona preselila v Avstralijo, Vasiljković pa je končal v sirotišnici in kasneje v rejniškem domu. Pri trinajstih letih se je pridružil svoji materi in dvema bratoma in sestrama v Avstraliji pod imenom Daniel Snedden.
Kot mladoletnik se je večkrat znašel v težavah z zakonom: enkrat je bil obtožen ropa in prodaje ukradenega blaga, drugič je bil obtožen prisile žensk v prostitucijo. Na predlog sodnika je šel v vojsko. 4 leta je preživel v rezervni enoti avstralske vojske 4./19. Lahki konj princa Walesa. Po služenju vojaškega roka je služil kot inštruktor orožja v Afriki in Južni Ameriki. Plul je okoli sveta in leta 1988 ostal v Srbiji, kjer je ustanovil podjetje za najem čolnov in letal. Obsojen je bil zaradi kazenskih obtožb v zvezi z lastništvom javne hiše v Elsternwicku, predmestju Melbourna v Avstraliji v osemdesetih letih dvajsetega stoletja.  Delal je tudi kot inštruktor golfa v Avstraliji.

## Vojna na Hrvaškem
V Beograd se je vrnil maja 1990, ko so na Hrvaškem potekale prve parlamentarne volitve. Kapetan Dragan se je v Beogradu srečal s Sašo Medakovićem, enim od vodij barikad v Krajini po avgustovski "revoluciji hlodov". Medaković je bil prijatelj kninskega načelnika policije Milana Martića in je bil uslužbenec Krajinske državne varnosti. Kapetan Dragan je jeseni 1990 obiskal Krajino. Tam je srečal Martića in trdil, da je obramba Krajine videti "zelo neorganizirana". Tako se je odločil pomagati pri organizaciji obrambe Krajine. Po vrnitvi v Beograd je poskušal pridobiti podporo za svoja prizadevanja in postal član opozicijskega Srbskega gibanja obnove. Med beograjskimi nemiri, marca 1991, ko so na provokacijo srbskega gibanja obnove, vladni tanki bili na ulicah, se je bil Kapetan Dragan prisiljen vrniti tja. Srb Milovanov ga je seznanil z več uslužbenci srbske Državne varnosti, med njimi s Frankom Simatovićem. Simatović mu je o svojih dejavnostih v zvezi s Krajino povedal, da bi ga, če bi za to izvedeli njegovi šefi, verjetno aretirali in odpustili. Kapetan Dragan je 4. aprila odšel v Krajino, da bi delal za Milana Martića.
25. junija 1991 je Hrvaška razglasila neodvisnost. Kmalu zatem je izbruhnila vojna na Hrvaškem. Kot prostovoljec je služil med hrvaško osamosvojitveno vojno pri novoustanovljeni Republiki Srbski Krajini. Tožilci Mednarodnega kazenskega sodišča za nekdanjo Jugoslavijo trdijo, da je ta služba potekala pod okriljem srbske policije, mediji pa so celo poročali, da je to trdil sam, med svojim pričanjem na sojenju Slobodanu Miloševiću leta 2003. Poveljeval je posebnim enotam, znanim kot rdeče baretke. Enote je usposabljal v krajiškem vadbenem taboru Golubić, za kar naj bi bil plačan s strani Službe državne varnosti Srbije Kljub svoji vlogi priče tožilstva je na sojenju proti Miloševiću to zanikal. Dodal je, da mu je srbska državna varnost plačala edino za 28-dnevno bivanje leta 1997 (za spremljanje vojaških vaj). Njegov honorar je bil 2200 din. V boju za oblast s predsednikom Milanom Babićem je bil v zavezništvu z notranjim ministrom Milanom Martićem. Ta ga je označil za nepoštenega, človeka ki mu ne odgovarja. On je Martića nasprotno imel za človeka časti in mož besede.

## Življenje v Srbiji in Avstraliji po vojnah v nekdanji Jugoslaviji
Po koncu bojev na Hrvaškem ter v Bosni in Hercegovini se je Vasiljković vrnil v Srbijo, kjer je živel več let. Ohranil je prijateljstvo s Frankom Simatovićem in leta 2001 izjavil, da ga bo po potrebi zagovarjal na sodišču. Simatović je bil aretiran in leta 2003 premeščen na Mednarodno kazensko sodišče za nekdanjo Jugoslavijo (ICTY). Vasiljković se je ponovno pojavil v središču pozornosti, potem ko je leta 2004 pričal proti Slobodanu Miloševiću na ICTY, nato pa se je preselil nazaj v Perth v Zahodni Avstraliji.

## Obtožba
Septembra 2005 je članek v avstralskem časopisu Dragana Vasiljkovića obtožil vojnih zločinov kot poveljnika srbske paravojaške enote med letoma 1991 in 1994. Vasiljković se je na kratko vrnil v Srbijo in imel novinarsko konferenco v Beogradu, preden se je vrnil v Avstralijo.  Zoper založniško podjetje Nationwide News je zaradi članka vložil javno tožbo zaradi obrekovanja, a je sodišče decembra 2009 razsodilo Vasiljkovića in mu naložilo plačilo 1,2 milijona dolarjev. Vasiljković je bil januarja aretiran na podlagi hrvaške tiralice. Republika Hrvaška ga je obtožila, da je odgovoren za to, da naj bi vojaki pod njegovim poveljstvom med junijem in julijem 1991 v zaporu na trdnjavi v Kninu mučili, pretepli in ubijali zajete pripadnike hrvaške vojske in policije, pa tudi za načrtovani napad in zavzetje policijske postaje Glina, bližnje mestne vasi Jukince in vasi Gornji in Donji Viduševac februarja 1993 pri Benkovcu (po dogovoru s poveljnikom tankovske enote JNA).
Med tem naj bi bili v nasprotju z Ženevsko konvencijo poškodovani in uničeni civilni objekti, oropano premoženje hrvaških državljanov ter ranjeni in ubiti civilisti, vključno z nemškim novinarjem Egonom Scotlandom. Te obtožbe so bile objavljene po tem, ko je časopis The Australian poročal o njem. Dragan je pozneje tožil The Australian zaradi obrekovanja. Julija 2007 je vrhovno sodišče razsodilo, da je bilo 6 od 10 pripisov v tem členu obrekljivih (Avstralska večina pravi, da je Dragan obrekoval). " in da je avstralski članek iz leta 2005 dokazal, da je Vasiljković sodeloval in zagrešil obtožbe proti njemu. Vasiljković je na sojenju Miloševiću v Haagu leta 2003 pričal brez imunitete. Haaško sodišče je Vasiljkovića v sodbi proti Milanu Martiću označilo za "udeleženca združenega zločinskega podviga" proti Hrvatom in drugim nesrbom, vendar ni zahtevalo njegove aretacije. Vsi ostali imenovani so bodisi že bili na sojenju v Haagu bodisi na prostosti. Leta 2005 je tiskovna predstavnica ICTY Florence Hartmann sporočila, da je bila preiskava zoper Vasiljkovića v teku, ki pa se je ustavila zaradi mandata razsodišča za dokončanje dela.

## Obsodba sodišča na Hrvaškem
Na prvem razgovoru s tožilci je izjavil, da se ne počuti krivega za vojne zločine, ki so mu očitani,ter razrešil svojega odvetnika, ki ga je imenovala država. Julija 2016 se je uradno izrekel, da ni kriv za nedoločene vojne zločine, sojenje pa se je začelo 20. septembra 2016. Septembra 2017 je bil Vasiljković na hrvaškem sodišču v Splitu, obsojen na15-letno zaporno kazen. Po izteku kazni, ki je vključevala čas, preživet v priporu v Avstraliji, je bil 28. marca 2020 izpuščen iz zapora.